# Казалетто-ді-Сопра
Казалетто-ді-Сопра (італ. Casaletto di Sopra) — муніципалітет в Італії, у регіоні Ломбардія,  провінція Кремона.
Казалетто-ді-Сопра розташоване на відстані близько 450 км на північний захід від Рима, 50 км на схід від Мілана, 38 км на північний захід від Кремони.
Населення — 574 особи (2014).
Щорічний фестиваль відбувається третьої неділі жовтня. Покровитель — San Patrizio.

## Демографія
Населення за роками:

Станом на 1 січня 2023 року в муніципалітеті офіційно проживали 42 іноземці з 9 країн, серед них 22 громадяни країн Євросоюзу та 2 громадяни України.

## Сусідні муніципалітети
- Барбата
- Камізано
- Фонтанелла
- Оффаненго
- Риченго
- Романенго
- Сончино
- Тіченго